# Zimorodek malutki
Zimorodek malutki (Ispidina picta) – gatunek małego ptaka drapieżnego z podrodziny zimorodków (Alcedininae) w rodzinie zimorodkowatych (Alcedinidae). Występuje w Afryce Subsaharyjskiej. Nie jest zagrożony wyginięciem.

## Systematyka
Gatunek ten opisał jako pierwszy francuski przyrodnik Georges-Louis Leclerc de Buffon w 1780 roku na łamach Histoire Naturelle des Oiseaux. Zgodnie z zasadami nazewnictwa binominalnego holenderski przyrodnik Pieter Boddaert w 1783 roku nadał mu nazwę Todus pictus. Gatunek ten był wcześniej przyporządkowany do rodzaju Ceyx, zmienił to Johann Jakob Kaup w 1848 roku, wprowadzając rodzaj Ispidina, do którego obecnie gatunek ten jest zaliczany.

### Podział systematyczny
Wyróżnia się następujące podgatunki:
- I. p. picta (Boddaert, 1783)
- I. p. ferrugina Clancey, 1984
- I. p. natalensis (A. Smith, 1832)

### Etymologia nazwy naukowej
- Ispidina: rodzaj Ispida Brisson, 1760 (zimorodek); łac. przyrostek -ina „odnoszący się do, należący do”[8].
- picta: łac. pictus „namalowany”[9].

## Morfologia
Pióra na górnej i przedniej części głowy są czarne, niebiesko zakończone. Czerwonawy obszar nad czarno-brązowymi oczami, czarnym kantarkiem i tylnej stronie szyi. Boki głowy są różowo-fioletowe. Po bokach szyi występują białe plamy. Gardło białe, a dziób czerwony. Od górnej części grzbietu do nadogonowych pokryw ogona występuje ciemny kolor niebiesko-fioletowy. Ogon czarny; skrzydła czarno-fioletowe. Brzuch i pokrywy podskrzydłowe mają kolor czerwonawy. Nogi i stopy pomarańczowo-czerwone. Nie występuje dymorfizm płciowy. Podgatunek I. p. natalensis ma jaśniejsze upierzenie brzucha, mniejszy niebieski obszar na głowie i niebieską plamę nad białą częścią szyi. Drugi podgatunek I. p. ferrugina ma bardziej wyraźny czerwony kolor na brzuchu i ciemniejsze ubarwienie.
Upierzenie młodych jest podobne do ubarwienia dorosłych, ale ma mniej wyraźne kolory. Dziób jest czarny, żółtawo zakończony i krótszy. Wierzchołek piór klatki piersiowej ma ciemny kolor. Nogi i stopy różowe.
Długość ciała wynosi ok. 12 cm. Masa ciała u samców 11–16 g, u samic 9–15 g.

## Występowanie
Szeroko rozpowszechniony na obszarze Afryki Subsaharyjskiej. Najczęściej zamieszkuje tereny sawanny porośnięte wysoką trawą i lasy. Jest spotykany w lasach namorzynowych i deszczowych, plantacjach i ogrodach. W Afryce Południowej występuje na wysokości sięgającej 1500 m n.p.m., w Afryce Wschodniej – 2000 m n.p.m.
Poszczególne podgatunki zamieszkują:
- I. p. picta – Senegal i Gambia do Etiopii i południowej Ugandy
- I. p. ferrugina – Gwinea Bissau do Ugandy i południowej Angoli, Zambia i północna Tanzania
- I. p. natalensis – południowa Angola do centralnej Tanzanii i na południe po północną i wschodnią Południową Afrykę (RPA). Populacja częściowo migrująca, zimuje na północ po Ugandę i Sudan Południowy[10].

Docierają do lęgowisk w Afryce Południowej w okresie września i października. W marcu migrują do innych części Afryki. Wędrówki ptaków odbywają się głównie w nocy. Podczas migracji może wystąpić w prawie każdym siedlisku.

## Pożywienie

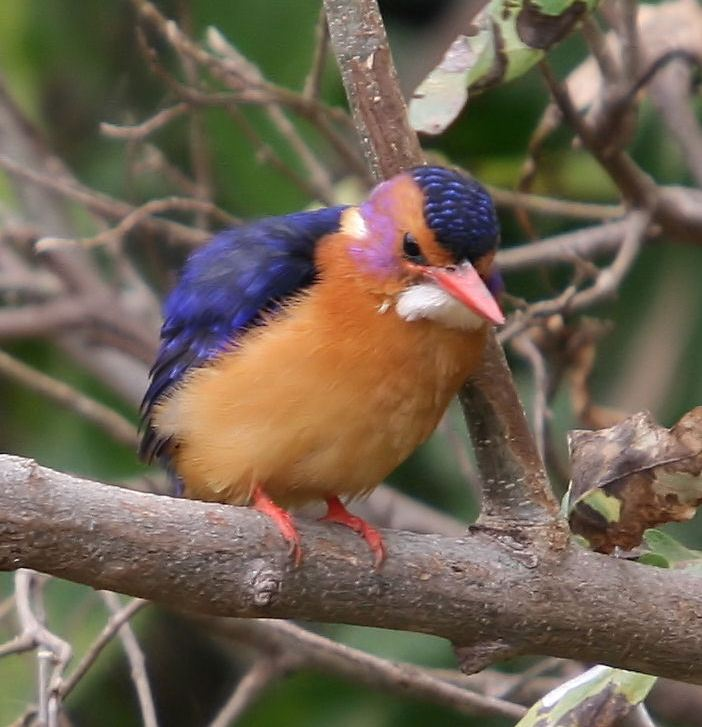
Zimorodek malutki siedzący na gałęzi, Park Narodowy Jeziora Manyara, Tanzania

Dieta składa się głównie z bezkręgowców – pająków, wijów z gromady dwuparców (Diplopoda) i owadów, w tym chrząszczy (Coleoptera), much (Diptera), motyli (Lepidoptera) i ich larw, koników polnych (Orthoptera). Żywi się również małymi kręgowcami – żabami i jaszczurkami z rodziny scynkowatych (Scincidae).
Poszukuje pożywienia na gałęziach, kiwając głową lub machając ogonem, zazwyczaj ok. 1 m nad powierzchnią wody lub ziemi, po zauważeniu ofiary chwyta ją z ziemi, następnie powraca na gałąź, aby ją zabić poprzez zmiażdżenie w dziobie lub uderzenie o kamień bądź gałąź. Często goni owady w locie lub chwyta, bez zanurzania się, owady lub inne małe zwierzęta pływające na powierzchni wody.

## Rozród
Jamę w ziemi, która służy jako gniazdo, wykopują samiec i samica w stromych brzegach rzeki, kopcach termitów lub w zagłębieniach w ziemi. Poziomy tunel ma długość 30–60 cm.

### Okres lęgowy
Samica składa 4 lub 5 jaj na niskich szerokościach geograficznych, 6 jaj na wysokich. U ptaków w niewoli okres inkubacji jaj wynosi ok. 18 dni. Oboje rodzice opiekują się młodymi. W ciągu roku występuje wiele lęgów. Pisklęta osiągają samodzielność po ok. 18 dniach.
Okres lęgów w ciągu roku różni się w zależności od miejsca lęgowiska:
| Miejsce lęgów              | Okres lęgów                                    |
| -------------------------- | ---------------------------------------------- |
| Mauretania, Mali           | wrzesień–listopad                              |
| Południe Afryki Zachodniej | marzec–październik                             |
| Afryka Wschodnia           | styczeń, marzec–czerwiec, październik–listopad |
| Zair, Angola               | styczeń–marzec, sierpień–październik           |
| Reszta Afryki Południowej  | październik–grudzień, sporadycznie do marca    |

## Status
Zimorodek malutki występuje na bardzo dużym obszarze, a jego populacja nie wydaje się zbliżać do kryteriów gatunków zagrożonych, dlatego w Czerwonej księdze gatunków zagrożonych IUCN został zakwalifikowany jako gatunek najmniejszej troski (LC – Least Concern). Liczba osobników światowej populacji nie została oszacowana, ale ptak ten opisywany jest jako pospolity w większości swego zasięgu lęgowego. Nie podjęto żadnych działań ochronnych gatunku. Ze względu na brak dowodów na spadki liczebności bądź istotne zagrożenia dla gatunku, BirdLife International ocenia trend populacji jako prawdopodobnie stabilny. Jednym z zagrożeń dla gatunku są kolizje z budynkami podczas migracji w nocy.